# Muhammad Nazir (ur. 1930)
Muhammad Nazir (ur. 20 sierpnia 1930 w Lahaurze) – pakistański zapaśnik walczący w stylu wolnym. Olimpijczyk z Rzymu 1960, gdzie zajął dwunaste miejsce kategorii plus 87 kg.
Wicemistrz igrzysk azjatyckich w 1958. Czwarty na igrzyskach Imperium Brytyjskiego i Wspólnoty Brytyjskiej w 1958 roku.